# رودولفو كزافييه نيفيس
رودولفو كزافييه نيفيس هو لاعب كرة قدم برازيلي في مركز الهجوم، ولد في 13 مارس 1989 في كارياسيكا في البرازيل. لعب مع نادي أميريكانو ونادي بيروي ستارا زاغورا.

## وصلات خارجية
- رودولفو كزافييه نيفيس على موقع قاعدة بيانات كرة القدم.إي يو (الإنجليزية)
- رودولفو كزافييه نيفيس على موقع Soccerway.com (الإنجليزية)